# 比哈爾和奧里薩省
比哈爾和奧里薩省是英屬印度的一個省份，轄區範圍包括現在印度的比哈爾邦、賈坎德邦、奧里薩邦。比哈爾和奧里薩省設立於1912年3月22日，在1936年4月1日分裂為比哈爾省和奧里薩省。